# Pentapolis (Bibel)
Die Pentapolis ist eine Gruppe von fünf biblischen Städten, nämlich Sodom und Gomorra, Adma, Zebojim und Bela. Bis auf Bela, das später Zoar hieß, wurden diese Städte vollständig zerstört.
Die Bezeichnung Pentapolis erscheint nur im Buch der Weisheit (Weish 10,6 ), dort werden die Namen der Städte jedoch nicht genannt. Aus dem Zusammenhang ist jedoch klar, dass es dieselben fünf Städte sind, von denen in 1 Mos 14  die Rede ist. Dort wird erzählt, dass die Könige der fünf Städte des Siddimtales, das als eine ausgesprochen fruchtbare Gegend geschildert wird (1 Mos 13,10 ), von ihrem Herrn, dem König Kedor-Laomer, dem sie zwölf Jahre lang Tribut gezahlt hatten, im dreizehnten Jahr abfallen und den Tribut verweigern. Die fünf Könige sind:
- Bera, König von Sodom,
- Birscha, König von Gomorra,
- Schinab, König von Adma,
- Schemeber, König von Zebojim und
- der namentlich nicht genannte König von Bela.

Daraufhin zog Kedor-Laomer mit den ihm verbündeten Königen in das Siddimtal, wo er die Könige der Pentapolis in der Schlacht schlug und die Städte Sodom und Gomorra plünderte. Bei dieser Gelegenheit wurde Lot mit seiner Familie gefangen genommen und weggeführt, seinem Onkel Abram gelang es aber, ihn zu befreien.
Die geplünderten Städte erholten sich wieder und die Einwohner pflegten weiter die Ausübung diverser Laster, worauf wie bekannt Sodom und Gomorra und mit ihnen Adma und Zebojim von JHWH vernichtet wurden.(5 Mos 29,22 , Hos 11,8 ).